# Навчальна література
Навчальна література — література, твори писемності та друку, створювані як засіб навчання для певної системи освіти або перепідготовки кадрів, для конкретного навчального закладу або для самоосвіти.

## Визначення
Відповідно до БСЕ навчальна література — це література, твори писемності та друку, створювані як навчання для певної системи освіти чи перепідготовки кадрів, для конкретного навчального закладу чи самоосвіти.

## Види навчальної літератури
Навчальна література групується за видами видань:
- програмно-методичні — програми (робочі, стабільні), методичні вказівки до програм, методичні листи та керівництва;
- навчальні — букварі, підручникі, навчальні посібники, лекції, конспекти лекцій;
- допоміжні — хрестоматії, практикуми, збірники практичних завдань, вправ і завдань, плани практичних та семінарських занять, атласи, збірники креслень, робочі зошити, лабораторні журнали;
- Видання для читання іноземними мовами, що містять методичний апарат.

## Історія
За даними ЮНЕСКО, у світі видання шкільних підручників коливалося від 3,5% до 39% числа назв книг.